# Piłka siatkowa na Letnich Igrzyskach Olimpijskich 2016
Turniej olimpijski w piłce siatkowej rozgrywany podczas Letnich Igrzysk XXXI Olimpiady w Rio de Janeiro będzie czternastym w historii igrzysk olimpijskich zmaganiem w halowej odmianie tej dyscypliny sportu i szóstym w wersji plażowej. Rywalizacja toczyć się zarówno u kobiet, jak i u mężczyzn, a przystąpi do niej po 12 zespołów halowych (męskich i żeńskich) oraz po 24 pary plażowe (męskie i żeńskie). Wszystkie cztery turnieje będą przeprowadzane systemem kołowym oraz systemem pucharowym. Areną zmagań będą Ginásio do Maracanãzinho i Copacabana Arena.

## Siatkówka halowa
Udział w turnieju olimpijskim zapewniony mają wyłącznie obydwie reprezentacje Brazylii (męska i żeńska) – jako przedstawiciele gospodarza igrzysk, pozostałe drużyny narodowe – zarówno u kobiet, jak i u mężczyzn – muszą uzyskać kwalifikację. Zakwalifikowanie się do turnieju mogło się odbyć na jeden spośród trzech sposobów, tj. poprzez:
- Puchar Świata (2 najlepsze zespoły)
- kontynentalne turnieje kwalifikacyjne (1 zespół)
- światowe turnieje kwalifikacyjne (3 zespoły)
- interkontynentalny turniej kwalifikacyjny (1 zespół)

### Uczestnicy
| Nazwa imprezy                              | Gospodarz   | Miejsca | Zakwalifikowani          |
| ------------------------------------------ | ----------- | ------- | ------------------------ |
| Gospodarz                                  | –           | 1       | Brazylia                 |
| Puchar Świata 2015                         | Japonia     | 2       | Stany Zjednoczone Włochy |
| Turniej kwalifikacyjny Ameryki Południowej | Maiquetía   | 1       | Argentyna                |
| Europejski turniej kwalifikacyjny          | Berlin      | 1       | Rosja                    |
| Afrykański turniej kwalifikacyjny          | Brazzaville | 1       | Egipt                    |
| Turniej kwalifikacyjny Ameryki Północnej   | Edmonton    | 1       | Kuba                     |
| Azjatycki turniej kwalifikacyjny           | Tokio       | 1       | Iran                     |
| Światowy Turniej Kwalifikacyjny            | Tokio       | 3       | Polska Francja Kanada    |
| Interkontynentalny Turniej Kwalifikacyjny  | Meksyk      | 1       | Meksyk                   |
| Razem                                      |             | 12      |                          |

### Uczestniczki
| Nazwa imprezy                              | Gospodarz | Miejsca | Zakwalifikowane                  |
| ------------------------------------------ | --------- | ------- | -------------------------------- |
| Gospodarz                                  | -         | 1       | Brazylia                         |
| Puchar Świata 2015                         | Japonia   | 2       | Chiny Serbia                     |
| Europejski turniej kwalifikacyjny          | Ankara    | 1       | Rosja                            |
| Afrykański turniej kwalifikacyjny          | Jaunde    | 1       | Kamerun                          |
| Turniej kwalifikacyjny Ameryki Północnej   | Lincoln   | 1       | Stany Zjednoczone                |
| Turniej kwalifikacyjny Ameryki Południowej | Bariloche | 1       | Argentyna                        |
| Azjatycki turniej kwalifikacyjny           | Tokio     | 1       | Japonia                          |
| Światowy Turniej Kwalifikacyjny            | Tokio     | 3       | Holandia Włochy Korea Południowa |
| Interkontynentalny Turniej Kwalifikacyjny  | San Juan  | 1       | Portoryko                        |
| Razem                                      |           | 12      |                                  |

## Siatkówka plażowa
Udział w turnieju olimpijskim zapewniony ma wyłącznie jedna para brazylijska (męska i żeńska) – jako przedstawiciele gospodarza igrzysk, pozostałe ekipy – zarówno u kobiet, jak i u mężczyzn – zostaną wybrane poprzez kwalifikacje.

### Uczestnicy
| Sposób kwalifikacji                          | Miejsca | Zakwalifikowani |
| -------------------------------------------- | ------- | --- |
| Gospodarz                                    | 1       | Brazylia |
| Mistrzostwa świata                           | 1       | Brazylia |
| Ranking olimpijski (stan na 13 czerwca 2016) | 15      | Holandia · Stany Zjednoczone · Holandia · Stany Zjednoczone · Hiszpania · Łotwa · Rosja · Włochy · Polska · Włochy · Austria · Polska · Niemcy · Kanada · Meksyk |
| Kwalifikacje europejskie                     | 1       | Austria |
| Kwalifikacje afrykańskie                     | 1       | Tunezja |
| Kwalifikacje azjatyckie                      | 1       | Katar |
| Kwalifikacje północnoamerykańskie            | 1       | Kuba |
| Kwalifikacje południowoamerykańskie          | 1       | Chile |
| Puchar kontynentalny 2016                    | 2       | Kanada · Rosja |
| Razem                                        | 24      | |

### Uczestniczki
| Sposób kwalifikacji                          | Miejsca | Zakwalifikowane |
| -------------------------------------------- | ------- | --- |
| Gospodarz                                    | 1       | Brazylia |
| Mistrzostwa świata                           | 1       | Brazylia |
| Ranking olimpijski (stan na 13 czerwca 2016) | 15      | Stany Zjednoczone · Niemcy · Kanada · Holandia · Australia · Włochy · Niemcy · Hiszpania · Polska · Szwajcaria · Kanada · Szwajcaria · Stany Zjednoczone · Argentyna · Chiny |
| Kwalifikacje europejskie                     | 1       | Holandia |
| Kwalifikacje afrykańskie                     | 1       | Egipt |
| Kwalifikacje azjatyckie                      | 1       | Australia |
| Kwalifikacje północnoamerykańskie            | 1       | Kostaryka |
| Kwalifikacje południowoamerykańskie          | 1       | Wenezuela |
| Puchar kontynentalny 2016                    | 2       | Czechy · Rosja |
| Razem                                        | 24      | |

## Medaliści
| Konkurencja       | Konkurencja | złoto    | srebro   | brąz              |
| ----------------- | ----------- | -------- | -------- | ----------------- |
| Siatkówka halowa  | mężczyźni   | Brazylia | Włochy   | Stany Zjednoczone |
| Siatkówka halowa  | kobiety     | Chiny    | Serbia   | Stany Zjednoczone |
| Siatkówka plażowa | mężczyźni   | Brazylia | Włochy   | Holandia          |
| Siatkówka plażowa | kobiety     | Niemcy   | Brazylia | Stany Zjednoczone |

## Tabela medalowa
| Miejsce | Państwo           | złoto | srebro | brąz | Razem |
| ------- | ----------------- | ----- | ------ | ---- | ----- |
| 1       | Brazylia          | 2     | 1      | –    | 3     |
| 2       | Chiny             | 1     | –      | –    | 1     |
| 2       | Niemcy            | 1     | –      | –    | 1     |
| 3       | Włochy            | –     | 2      | –    | 2     |
| 4       | Serbia            | –     | 1      | –    | 1     |
| 5       | Stany Zjednoczone | –     | –      | 3    | 3     |
| 6       | Holandia          | –     | –      | 1    | 1     |